# 倫敦及東北鐵路

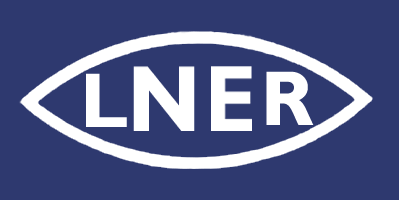

倫敦及東北鐵路（英語：London and North Eastern Railway）是1921年鐵路法成立之後英國的四大鐵路公司之一，也是四大鐵路公司當中規模第二大的公司。1948年英國鐵路全面國有化之後，倫敦及東北鐵路被分為英國國鐵東部局和北部局，部分路線被劃入蘇格蘭局。倫敦及東北鐵路主要經營倫敦以東北地區的鐵路，東海岸主線就由倫敦及東北鐵路經營。

## 外部連結
- LNER Encyclopedia （页面存档备份，存于）